# Rivula errabunda
Rivula errabunda là một loài bướm đêm trong họ Erebidae.